# Sielsowiet niechajewski
Sielsowiet niechajewski (ros. Нехаевский сельсовет) – jednostka administracyjna wchodząca w skład rejonu rylskiego w оbwodzie kurskim w Rosji.
Centrum administracyjnym sielsowietu jest sieło Niechajewka.

## Geografia
Powierzchnia sielsowietu wynosi 65,43 km².

## Historia
Status i granice sielsowietu zostały określone ustawami z 2004 i z 2010 roku.

## Demografia
W 2017 roku sielsowiet zamieszkiwało 548 mieszkańców.

## Miejscowości
W skład sielsowietu wchodzą miejscowości: Niechajewka, Biegoszcza, Nowaja Nikołajewka.